# Tira (miniserie)
Tira es una miniserie chilena transmitida por La Red los días domingos a las 22:00 horas, entre el 13 de octubre y el 22 de diciembre de 2019. Fue dirigida por Boris Quercia, y protagonizada por Tiago Correa. Cuenta la historia de Santiago Quiñones, un miembro de la Policía de Investigaciones (PDI) que debe ir tras un grupo xenófobo y, además, resolver el crimen de un narcotraficante chino. Está basada en Santiago Quiñones, tira y Perro muerto, novelas policiales del propio Quercia.

## Antecedentes
Consiguió fondos del Consejo Nacional de Televisión (CNTV) en 2017. El avance enviado al CNTV tenía como título Santiago Quiñones, tira, y contaba con las actuaciones de Tiago Correa, Luciana Echeverría, Willy Semler, Gonzalo Robles y Daniela Ramírez.

## Grabación
Fue grabada entre enero y marzo de 2019 en locaciones de Santiago, la región de Valparaíso y los estudios de La Red.

## Elenco
El elenco estaba conformado por:
- Tiago Correa como Santiago Quiñones.
- Gustavo Becerra como García.
- Luciana Echeverría como Marina.
- Carolina Varleta como Angélica (acreditada como Carola Varleta).
- Cristian Zúñiga.
- Alejandro Trejo como Marcelo.
- Catalina Martin como Campillay.
- Diego Boggioni como Quiroga.
- Paula Zúñiga como Renata.
- Otilio Castro como Jefe.
- María Ester Messina como Aurora.
- Edinson Díaz.
- Willy Semler como Armando.
- Ramón Llao como Cojito.
- Adela Calderón como Mireya.
- Jack Arama como Forense.
- Claudio Castellón como Perito computacional.
- Aníbal Herrera como Emilio.
- Daniela Pérez como Regina.
- Daniel Candia como Remigio.
- Juaquín Alvarado como Quiñones niño.
- Cristian Quezada como Dueño ciber café.
- Saddam Ulyse como Coraza.
- Alexis Espinoza como Romero.
- Claudia Oyharcabal como Enfermera.
- Catalina Andrade como Clienta.
- Antonio Xu como Hijo Kung Lee.
- Jacqueline Romeau como Mujer ebria.
- Patricio Torres.
- Jaime Mc Mannus.
- Gonzalo Robles.
- Elvira Cristi.
- Gregory Cohen.

## Equipo de producción
El equipo de producción estaba conformado por:
- Música: Camilo Salinas y Pablo Ilabaca.
- Montaje: Camilo Campi.
- Dirección de fotografía: Antonio Quercia.
- Dirección de arte: José Muñoz.
- Producción general: Paola Zoccola.
- Producción ejecutiva de La Red: Verónica Mendoza.
- Asistencia de dirección: Rodrigo Herrera y Eduardo Pacheco.
- Guion: Boris Quercia y Aníbal Herrera.
- Producción ejecutiva: Alberto Gesswein
- Dirección: Boris Quercia.

## Episodios
Los episodios de la miniserie fueron los siguientes:
| Episodio | Título | Emisión                          | Rating |
| --- | ------ | -------------------------------- | ------ |
| 1 | —      | Domingo, 13 de octubre de 2019   | —      |
| Santiago Quiñones es un detective de la PDI, adicto a la cocaína, que tiene problemas con su pareja, y que mantiene un amorío con una compañera de trabajo. Quiñones descubre el cuerpo de un narcotraficante chino, y se queda con la droga. En medio de una investigación en la que él y sus camaradas intentan atrapar a Chile Limpio, una organización xenófaba clandestina que está matando ciudadanos extranjeros, Quiñones será descubierto por García, su superior, cuando revise las cámaras de seguridad aledañas al restorán chino donde se encontraba el occiso. |        |                                  |        |
| 2 | —      | Domingo, 10 de noviembre de 2019 | —      |
| 3 | —      | Domingo, 17 de noviembre de 2019 | —      |
| 4 | —      | Domingo, 24 de noviembre de 2019 | —      |
| 5 | —      | Domingo, 1 de diciembre de 2019  | —      |
| 6 | —      | Domingo, 8 de diciembre de 2019  | —      |
| 7 | —      | Domingo, 15 de diciembre de 2019 | —      |
| 8 | —      | Domingo, 22 de diciembre de 2019 | —      |